# Друга мрља
„Друга мрља” (енгл. The Adventure of the Second Stain) је једна од 56 приповедака о Шерлоку Холмсу које је написао Артур Конан Дојл, тринаеста је и последња прича у збирки кратких прича Повратак Шерлока Холмса и једини је незабележени случај који је доктор Вотсон пасивно поменуо. Објављена је у британском часопису The Strand Magazine у децембру 1904, као и у америчком часопису Collier's 28. јануара 1905. године. Дојл је ову приповетку сврстао на осмо место на својој листи дванаест омиљених прича о Холмсу.

## Радња
Лорд Белингер, премијер и Трелони Хоуп, државни секретар за европске послове, долазе код Шерлока Холмса због крађе важног документа из Хоуповог сандучета, коју је држао код куће када није био на послу. Ако буде откривен, овај документ би могао да донесе веома страшне последице по целу Европу, чак и рат. У почетку не желе да кажу Холмсу тачну природу садржаја документа, али када Холмс одбије да преузме њихов случај, говоре му да је то било прилично неразумно писмо страног моћника. Нестало је из сандучета једне вечери када се Хоупова супруга мало дуже задржала у позоришту. За документ нико у кући није знао, па ни секретарева супруга. Нико од слуга није могао да претпостави шта је у сандучету.
Холмс одлучује да почне са неким њему познатим шпијунима, али бива запањен када чује од др Вотсона да је један од оних које је именовао, Едуардо Лукас, убијен. Пре него што Холмс има прилику да делује, леди Хилда Трелони Хоуп, супруга секретара за европске послове, неочекивано стиже у Улицу Бејкер 221б. Она упорно испитује Холмса о садржају украденог документа, али Холмс само открива да би било страшних последица уколико документ не би био пронађен. Леди Хилда такође моли Холмса да њеном мужу не каже о ништа о својој посети. Холмсов лов на шпијуне не иде добро. Четири дана након убиства, француска полиција ухапсила је вероватног кривца, жену коју је Лукас оженио у Паризу под псеудонимом. Она је виђена у Лондону у близини Лукасове куће током ноћи када је почињен злочин, али је сада бескорисна као сведок јер је полудела.
Инспектор Лестрад позива Холмса на место злочина да испита нешто што назива „необичним”. Наиме, Лукас је искрварио преко тепиха, и крв се натопила кроз њега, али чудно је да на поду испод тепиха нема мрље од крви. Међутим, постоји једна испод супротне ивице тепиха. То само може значити да је полицајац који је чувао место злочина био довољно глуп да пусти некога унутра и да га је оставио на миру док је померао ствари у просторији, укључујући и тепих. Холмс каже Лестраду да одведе полицајца у задњу собу и добије признање, што он енергично и чини. У међувремену, Холмс повлачи тепих у страну и брзо проналази скровиште у поду, али оно је празно. Полицајац који је пазио на кућу претходне ноћи говори Холмсу да је неовлашћени посетилац била млада жена. Она се онесвестила када је видела крв, али је отишла док је полицајац изашао да донесе мало брендија како би је освестио. Док Холмс напушта Лукасову кућу, показује полицајцу фотографију и он је препознаје као посетиоца.
Холмс одлази у Хоупово домаћинство и суочава се са леди Хилдом, оптужујући је за крађу. У почетку, она све негира, али је принуђена да призна своју кривицу под претњом извесног скандала. Леди Хилда признаје да ју је Лукас уцењивао компромитујућим писмом које је написала годинама раније и захтевао је садржај мужевљевог сандучета (неименовани шпијун у канцеларији њеног мужа обавестио је Лукаса о документу). Леди Хилда је отишла у Лукасову кућу да обави размену када се појавила његова супруга из Париза и суочила се са њим у вези са његовом афером, верујући да је леди Хилда његова љубавница. Леди Хилда је журно отишла. Међутим, вратила се по украдени документ након што ју је њена посета Холмсу уверила да то треба да уради. Она предаје документ Холмсу. Холмс одлучује да врати документ у Хоупово сандуче користећи дупликат кључа леди Хилде.
Када се Хоуп врати кући заједно са премијером, Холмс се претвара да верује да су га докази уверили на то да се документ заправо још увек налази у сандучету. Убрзо га проналазе, а Хоуп се радује што је све ово била само грешка. На овај начин изгубљени документ је враћен без откривања учешћа леди Хилде у афери, иако уз могућу цену да њен муж испадне помало глупо. Премијер, међутим, није убеђен у ово. Он може да види основну причу, али Холмс му одговара: „Имамо и ми наше дипломатске тајне.”

## Позадина
Овај случај је први пут поменут у приповеци „Поморски споразум”. У тој причи, Вотсон изјављује да овај случај има „интерес од толиког значаја и да укључује толико краљевских породица да ће дуги низ година ово бити немогуће објавити”. С друге стране, Вотсон се ту такође позива на „господина Дубјука из париске полиције и Фрица фон Валдбаума, познатог специјалисту из Данцига, као и да су обојица трошили своју енергију на оно што се показало као споредна питања” који се не појављују у објављеној верзији приче. У књизи Мој драги Холмсе, Холмсовој биографији коју је написао Гевин Бренд, Бренд претпоставља да њихово помињање сугерише да би могла да постоји друга авантура која садржи „другу мрљу”.
Неки стручњаци спекулишу да је „страни моћник” који је написао важно писмо био немачки кајзер Вилхелм II, чија је спољна политика сматрана контроверзном у Британији.
Референца у истој причи јасно показује да је радња приповетке смештена у јулу 1888. године, усред лета, док Вотсон у објављеној верзији „Друге мрље” каже да се случај догодио у јесен.
Вотсон наводи да је Холмс због свог пензионисања покушавао да избегне публицитет и дозволио Вотсону да објави причу само зато што је то „обећао” у „Поморском споразуму”.
Шпијун по имену Оберштајн појављује се и у овој причи и у приповеци „Брус-Партингтонови планови” (поново наведен као један од три најистакнутија агента у Лондону), смештеној седам година касније.

## Историја објављивања
Приповетка је објављена у британском часопису The Strand Magazine у децембру 1904, као и у америчком часопису Collier's 28. јануара 1905. године. Прича је објављена са шест илустрација Фредерика Дора Стила у часопису Collier's и са осам илустрација Сиднија Паџета у часопису The Strand Magazine. Уврштена је у збирку кратких прича Повратак Шерлока Холмса, која је објављена у САД у фебруару 1905. и у Великој Британији у марту исте године.
У часопису Collier's, прича је представљена као „последња прича о Шерлоку Холмсу коју је икада написао А. Конан Дојл”. Ово се показало нетачним пошто је прича претходила каснијим причама о Шерлоку Холмсу прикупљеним у збиркама Његов последњи подвиг и Архива Шерлока Холмса.

## Адаптације

### Филм и телевизија
Кратки неми филм адаптиран по овој причи објављен је 1922. године, као део филмског серијала у коме је Еје Норвуд глумио Шерлока Холмса. У осталим улогама су били Хјуберт Вилис као Вотсон, Дороти Фејн као леди Хоуп и Волас Боско као Едуардо Лукас. Теди Арундел је глумио инспектора Хопкинса у овом кратком филму, као и у другим филмовима овог серијала.
Прича је прилагођена за епизоду серије Шерлок Холмс из 1951. у којој се Алан Витли нашао у улози Холмса.
Приповетка је прилагођена за серију Шерлок Холмс из 1968. са Питером Кушингом у главној улози. Епизода је сада изгубљена.
Прича је адаптирана у телевизијској серији Авантуре Шерлока Холмса, са Џеремијем Бретом у главној улози, 1986. године.
Прича је такође адаптирана у совјетском ТВ филму Двадесети век се приближава (1986), последњем телевизијском филму у серијалу Авантуре Шерлока Холмса и др Вотсона.
Епизода анимиране телевизијске серије Шерлок Холмс у 22. веку заснована је на овој причи. Епизода под називом „Авантура друге мрље” емитована је 2001. године.

### Радио
Радио-адаптација ове приче емитована је као епизода америчке радио-серије Авантуре Шерлока Холмса. Епизоду је адаптирала Едит Мејзер и емитована је 23. јуна 1932, са Ричардом Гордоном у улози Холмса и Лијем Ловелом као др Вотсоном.
Мејзерова је такође адаптирала причу као епизоду америчке радио-серије Нове авантуре Шерлока Холмса, са Бејзилом Ратбоном као Холмсом и Најџелом Брусом као Вотсоном, која је емитована 29. јануара 1940. године. Још једна епизода у истој серији адаптирана према овој причи емитована је 4. јануара 1942. године.
Џон Гилгуд је играо Холмса, а Ралф Ричардсон је играо Вотсона у радио-адаптацији ове приче која је емитована на BBC Light програму у новембру 1954. године. Такође су глумили Раф Де Ла Торе као лорд Белингер и Џон Казабон као Лестрад. Продукција је емитована јануара 1955. на NBC радију.
Мајкл Хардвик је драматизовао причу као радио-адаптацију за BBC Home Service, као део радио-серије из 1952–1969, у којој су глумили Карлтон Хобс као Холмс и Норман Шели као Вотсон, са Сајмоном Лаком у улози Трелонија Хоупа и Барбаром Мичел као госпођом Хадсон. Адаптација је емитована 1967. године.
Приповетка је драматизована за BBC Radio 4 током 1993. године од стране Берта Кулса као део радио-серије из 1989–1998. у којој су глумили Клајв Мерисон као Холмс и Мајкл Вилијамс као Вотсон. Поред њих су се појавили Џереми Клајд као Трелони Хоуп и Сабина Френклин као леди Хилда.
Прича је 2013. адаптирана као епизода Класичних авантура Шерлока Холмса, серијала у америчкој радио-емисији Imagination Theatre, у којој су глумили Џон Патрик Лоури као Холмс и Лоренс Алберт као Вотсон.